# Dolphin Discovery
Dolphin Discovery est une société mexicaine exploitant des delphinariums, et offrant à ses clients l'expérience de nager avec des grands dauphins, des otaries à fourrure d'Afrique du Sud et des lamantins.

## Historique
Depuis son ouverture en 1994, Dolphin Discovery aurait accueilli plus de 6 millions de visiteurs[réf. nécessaire] dans ses 24 parcs situés au Mexique, en Jamaïque, dans les Caraïbes, aux États-Unis et en Italie.
En 2009, la société inaugure un Dolphin Discovery dans l'enceinte du Six Flags México.
En 2014, le groupe investit 6 millions de dollars pour construire deux nouveaux parcs, un dans le Quintana Roo et un en République Dominicaine.
En 2015, le groupe achète le Zoomarine Roma, en Italie, à la société Mundo Aquático SA, pour 25 millions d'euros, le Gulf World Marine Park en Floride, puis la société jamaïcaine Dolphin Cove qui opère 3 delphinariums puis sa société sœur Dolphin Cove Cayman. En 2019, la société rachète le Marineland de Floride à Georgia Aquarium.
A Mexico, les députés de l'Assemblée législative de la Ville ont adopté en août 2017 un ensemble de lois interdisant l'utilisation de dauphins captifs pour les spectacles, les interactions avec les visiteurs, les séances de "thérapie" et les recherches scientifiques. Le président de la Commission de l'environnement a particulièrement visé le delphinarium du parc à thème Six Flags México, opéré par le groupe Dolphin Discovery. La ville de Cancún s'aligne avec le vote fédéral en étendant la nouvelle interdiction à sa municipalité.

## Parcs
| Pays                      | État                      | Parc                                            | Filiale                   | Depuis |
| ------------------------- | ------------------------- | ----------------------------------------------- | ------------------------- | ------ |
| Mexique                   | Quintana Roo              | Dolphin Discovery Cancun - Isla Mujeres         |                           |        |
| Mexique                   | Quintana Roo              | Dolphin Discovery Costa Maya                    |                           |        |
| Mexique                   | Quintana Roo              | Dolphin Discovery Dreams Puerto Aventuras       |                           |        |
| Mexique                   | Quintana Roo              | Dolphin Discovery Cozumel                       |                           |        |
| Mexique                   | Quintana Roo              | Dolphin Discovery Riviera Maya Puerto Aventuras |                           |        |
| Mexique                   | Quintana Roo              | Dolphin Discovery Tumul - Akumal                |                           | 2014   |
| Mexique                   | Quintana Roo              | Dolphin Discovery Playa del Carmen              |                           |        |
| Mexique                   | Basse-Californie du Sud   | Dolphin Discovery Los Cabos                     |                           |        |
| Mexique                   | Mexico                    | Six Flags México                                |                           | 2009   |
| Mexique                   | Nayarit                   | Dolphin Discovery Puerto Vallarta               |                           |        |
| Italie                    | Italie                    | Zoomarine Roma                                  |                           | 2015   |
| Jamaïque                  | Jamaïque                  | Dolphin Cove Montego Bay                        | Dolphin Cove Jamaica (en) | 2015   |
| Jamaïque                  | Jamaïque                  | Dolphin Cove Ocho Rios                          | Dolphin Cove Jamaica (en) | 2015   |
| Jamaïque                  | Jamaïque                  | Moon Palace Jamaica Grande                      | Dolphin Cove Jamaica (en) | 2015   |
| États-Unis                | Floride                   | Dolphin Discovery au Golfe World Marine Park    |                           | 2015   |
| États-Unis                | Floride                   | Marineland de Floride                           |                           | 2019   |
| Anguilla                  | Anguilla                  | Dolphin Discovery Anguilla                      |                           |        |
| Îles Caïmans              | Îles Caïmans              | Dauphin Cayman                                  |                           |        |
| Îles Caïmans              | Îles Caïmans              | Dolphin Cove Cayman                             |                           | 2015   |
| Îles Vierges Britanniques | Îles Vierges Britanniques | Dolphin Discovery Tortola                       |                           | 2020   |
| République Dominicaine    | République Dominicaine    | Dolphin Discovery Punta Cana                    |                           |        |
| Saint-Kitts-et-Nevis      | Saint-Kitts-et-Nevis      | Dolphin Cove Saint-Kitts                        |                           |        |

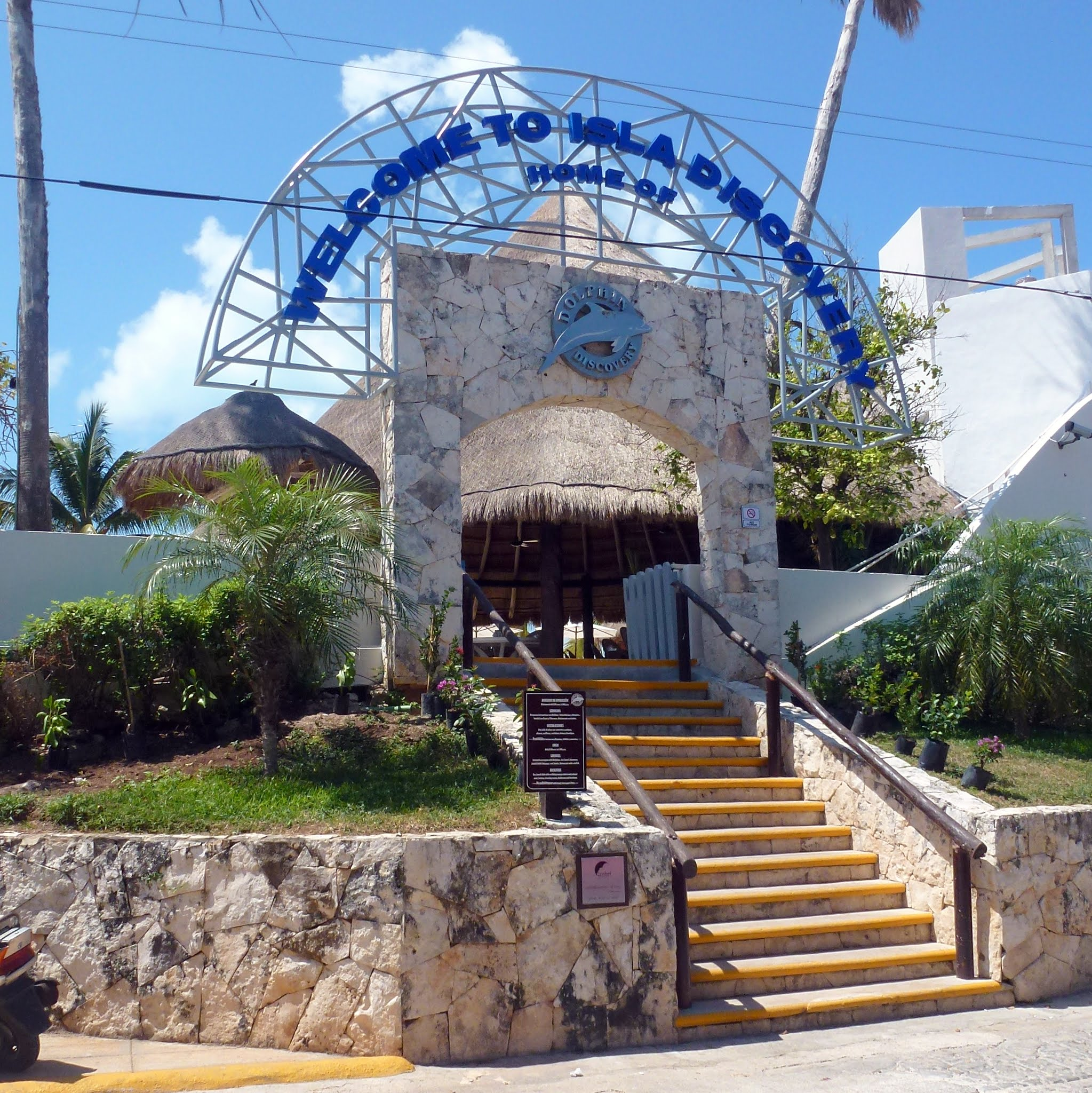
Entrée du parc Dolphins Discovery Islas Mujeres.
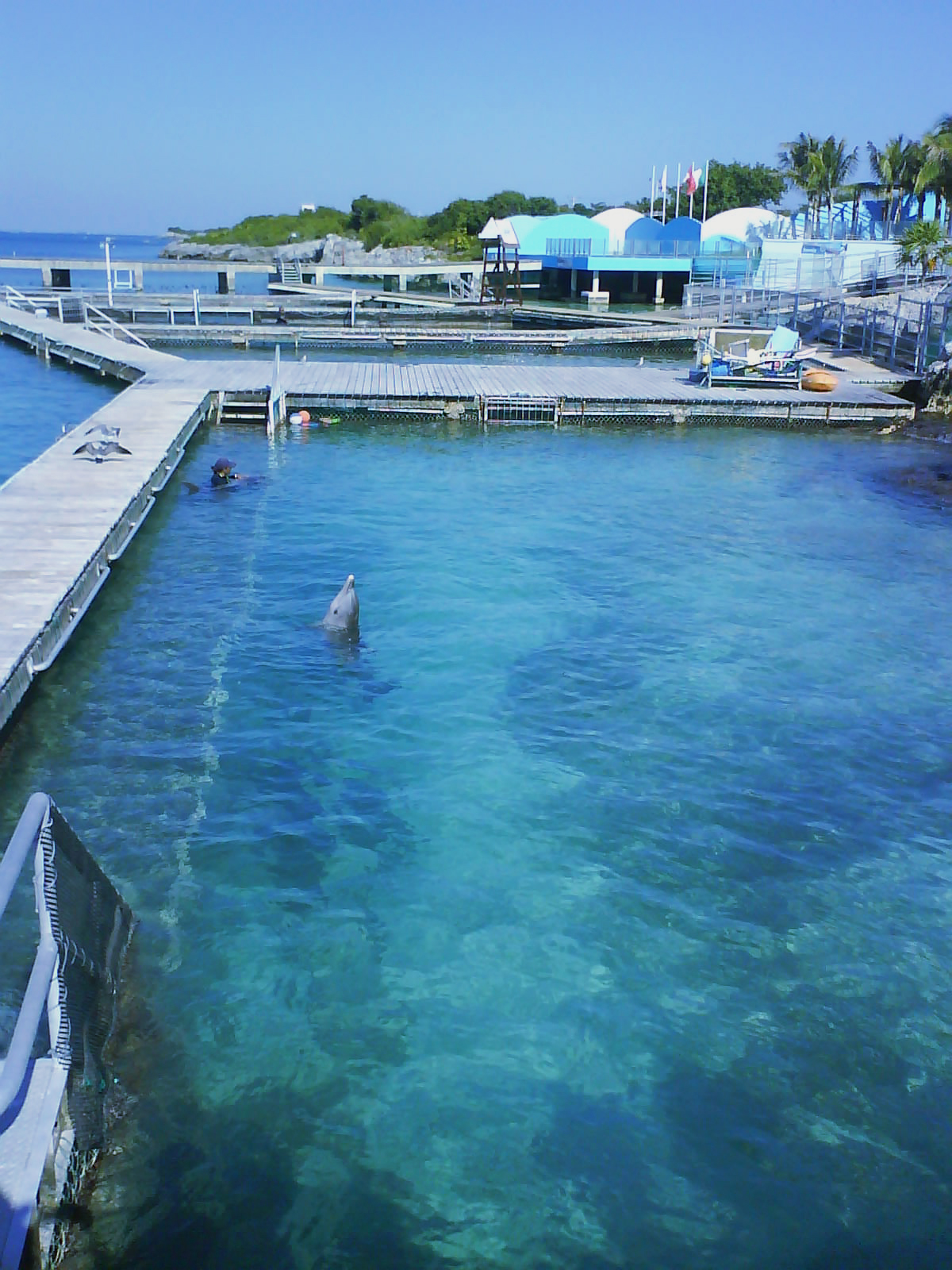
Bassins des dauphins du parc Dolphin Discovery Islas Mujeres.
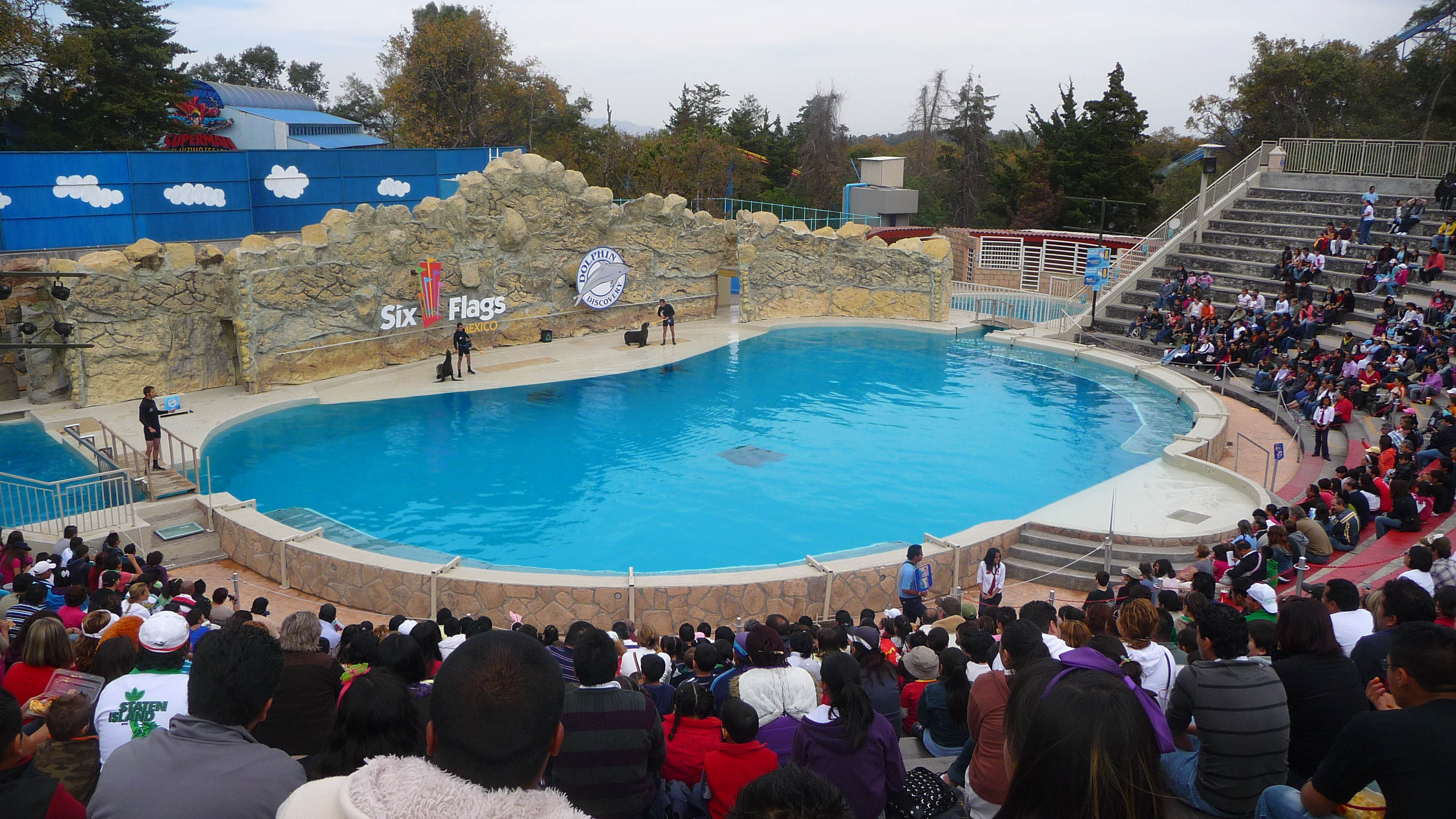
Bassin du delphinarium du Six Flags Mexico.